# 塞奈迈因
塞奈迈因是叙利亚南部德拉省的一座城市，海拔640米，人口2.7万人。在2011年叙利亚反政府示威期间，该地的示威者和叙利亚安全部队之间爆发了严重的冲突。